# Alice de Schaerbeek
Pour les articles homonymes, voir Sainte Alice, Schaerbeek (homonymie) et Alix.

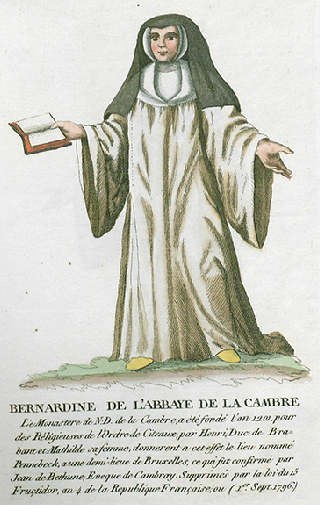
Bernardine de l'abbaye de la Cambre.

Sainte Alice de Schaerbeek, aussi appelée Adélaïde, Aleyde ou Alix, née vers 1225 à Schaerbeek (Bruxelles) et morte en 1250 à Bruxelles, Belgique, est une moniale cistercienne, lépreuse et mystique, qui meurt à l’âge de 25 ans. 
Son culte comme sainte catholique, qui se développe après sa mort, est officiellement reconnu en 1907. Elle est fêtée le 11 juin selon le Martyrologe romain.

## Biographie
Confiée à l’âge de 7 ans aux moniales de l'abbaye cistercienne de La Cambre (alors à l’extérieur de la ville de Bruxelles), Alix montre dès son jeune âge une propension à une vie chrétienne intense.

### Mystique
Devenue religieuse dans la même abbaye, elle aime rendre service et jouit de faveurs mystiques extraordinaires: extases et visions.

### Lépreuse
À peine âgée de vingt ans, elle est frappée de la lèpre. Comme il est de coutume à l’époque, pour éviter la contagion, elle est séparée de la communauté et vit dans une cellule écartée, dans le jardin du monastère,. Cet éloignement des humains la rapproche encore de Dieu. Sa chair se décompose progressivement. Sa seule consolation est la réception du sacrement de l’Eucharistie. Elle ne peut communier au calice par crainte de contagion de la lèpre. 
Devenue paralytique et aveugle, elle offre ses souffrances pour les grands de son temps,  Frédéric II, roi des Romains et Louis IX, roi de France, alors en croisade en Terre sainte. On lui attribue également des miracles.
À la fin de sa vie, tout son corps est rongé par la lèpre. Elle meurt à la Cambre en 1250, à l'âge de vingt-cinq ans,,.

## Vénération et souvenir
- Alix trouve immédiatement une grande place dans la piété populaire. Cependant son culte n'est officiellement approuvé par l’Église qu'en 1907. Liturgiquement elle est commémorée le 15 juin (dans l'archidiocèse de Malines-Bruxelles) et le 11 juin selon le Martyrologe romain[2].
- Plusieurs institutions de Bruxelles sont placées sous le patronage de sainte Alix, dont, particulièrement, l'église Sainte-Alice de Schaerbeek.